# Moerisia horii
Moerisia horii är en nässeldjursart som först beskrevs av T. och S. Uchida 1929.  Moerisia horii ingår i släktet Moerisia och familjen Moerisiidae. Inga underarter finns listade i Catalogue of Life.